# Educación basada en evidencias

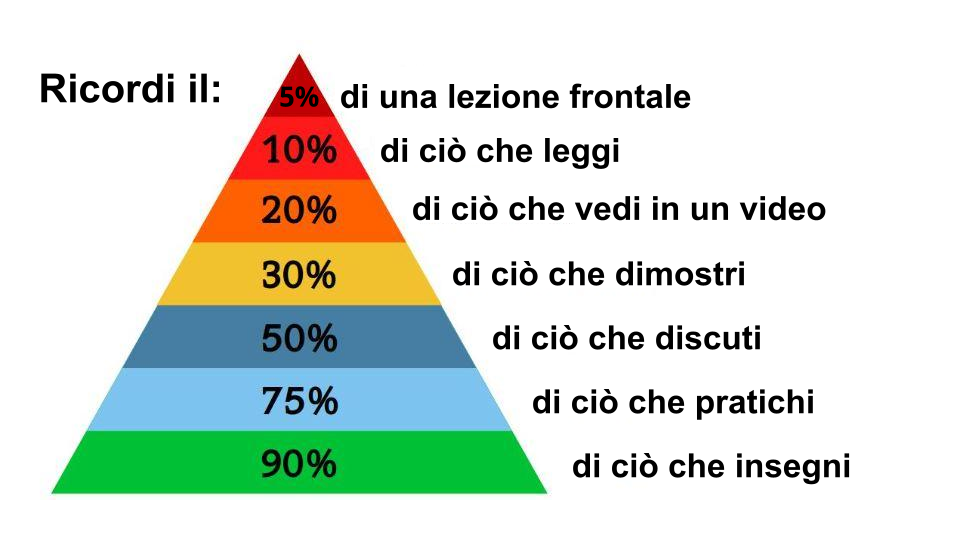
Piramide dell'apprendimento

La Educación basada en evidencias (EBE) ( en inglés Evidence-based education) es un enfoque que promueve la toma de decisiones educativas fundamentadas en investigaciones e información de evaluaciones. Se trata de utilizar datos y evidencias empíricas para guiar la planificación, implementación y evaluación de programas educativos, así como para mejorar los procesos de enseñanza y aprendizajes.
Este enfoque ayuda a identificar y promover prácticas educativas que hayan demostrado su efectividad. Los resultados se han convertido en una herramienta que permite a educadores, responsables de políticas educativas y administradores tomar decisiones informadas que mejoran la calidad de los espacios educativos. Los aportes provienen de disciplinas como la psicología educativa, la investigación pedagógica y la evaluación de programas y aquellos movimientos de práctica basada en evidencia. La pregunta continua a responder e informar es ¿qué funciona?, y ¿por qué funciona?.

## Ventajas
La educación basada en evidencias tiene el potencial de revolucionar las concepciones tradicionales de la enseñanza y los aprendizajes de todos los niveles del sistema educativo, entre ellas se destacan:
- Fuentes de información: las evidencias provienen de múltiples fuentes de revistas científicas, organizaciones y disciplinas, retomando resultados de investigaciones o evaluaciones de tipo cuantitativo y cualitativo.[5]

- Mayor eficacia: Al basar las decisiones educativas en investigaciones y evidencias empíricas se adoptan enfoques pedagógicos probados y estrategias de enseñanza que han demostrado su eficacia y fomentan la innovación en el aula. Se sugieren usar criterios de relevancia, suficiencia y veracidad.[1]
- Personalización: La educación basada en evidencias permite adaptar la enseñanza a las necesidades individuales de las y los estudiantes, lo que promueve un aprendizaje significativo y mejoras en el rendimiento académico. Ayuda a abordar desafíos como el abandono escolar, la desigualdad en el acceso a la educación y la mejora constante de la calidad educativa.[6]
- Mejora continua de prácticas docentes: Facilita una cultura de mejora continua en el sistema educativo. La retroalimentación basada en datos objetivos permite a los educadores ajustar y perfeccionar sus prácticas a lo largo del tiempo.[7]
- Racionalización de recursos: Ayuda a asignar recursos de manera más eficiente, ya que se pueden identificar programas y prácticas que no son efectivos y reenfocar los recursos en otras áreas de desarrollo.
- Reducción de brechas: Puede contribuir a reducir las brechas en el rendimiento estudiantil, a enfocar intervenciones en la equidad y garantía de igualdad de oportunidades.[8]

## Desventajas
Entre las críticas de mayor relevancia están las asociadas a las limitaciones sobre el desarrollo social basado en investigación científica:
- Limitaciones de la investigación: No todas las cuestiones educativas se abordan de manera satisfactoria con la evidencia existente. La investigación puede tener lagunas o no ser aplicable a todos los contextos.[9]
- Resistencia al cambio: Algunos educadores y administradores pueden resistirse a adoptar la educación basada en evidencias debido a la necesidad de cambiar prácticas establecidas y a la posible percepción de que esto les resta autonomía. Adicional, la recopilación y análisis de datos puede ser costosa en términos de tiempo y recursos.
- Sesgos en la interpretación: Existe la posibilidad de sesgos en la interpretación de la evidencia, lo que podría llevar a decisiones incorrectas o parciales si no se aborda adecuadamente la calidad de la investigación.